# 大庭昭彦
大庭 昭彦（おおば あきひこ）は、日本の研究者（金融工学）。山口県下関市生まれ。

## 略歴
アクサ・ローゼンバーグ証券投信投資顧問株式会社・取締役。野村證券金融工学研究センター主任研究員。日本証券アナリスト協会検定会員。
山口県立下関西高等学校卒業。1989年東京大学工学部計数工学科卒業。1991年東京大学大学院計数工学専攻修士課程修了。
同年野村総合研究所入社。野村ローゼンバーグI.T.I（サンフランシスコ）などを経て1998年に野村證券金融経済研究所に転籍。 2000年証券アナリストジャーナル賞受賞。2009年より「個人向け投資サービスと行動ファイナンスを巡る研究会」委員

## 主な著作
- 『行動ファイナンスで読み解く投資の科学 -“お金は感情で動く”は本当か-』　東洋経済新報社、2009年03月
- 『最新金融工学に学ぶ資産運用戦略』 東洋経済新報社、2008年03月